# さいだん座V865星
さいだん座V865星（さいだんざV865せい、V865 Arae、V865 Ara）は、さいだん座の脈動変光星。

## 特徴
さいだん座V8685星は、ヒッパルコス衛星の観測データから、変光星であることが発見された。の後、変光星総合カタログの第74次特別変光星名一覧で変光星として登録されたが、当初はSRB型の半規則型変光星に分類され、その後SRS型に分類しなおされた。
SRSという変光星分類は、2001年に発行された変光星総合カタログの第76次変光星名一覧で、半規則型変光星の新たな細分類として加わった型で、変光周期が数日から1ヶ月程度と短い赤色巨星が分類される。変光周期は一通りではなく、変光幅は概ね0.3等未満とされる。さいだん座V865星自身は、スペクトル型がM3/4 IIIに分類される赤色巨星である。変光星総合カタログによれば、さいだん座V865星は、27.8日の周期で7.55等と7.70等の間を変光する。

## 名称
「さいだん座V865星」という名称は、変光星の命名規則に従って付与されたもので、さいだん座で865番目の変光星であることを意味する。コルドバ掃天星表での番号はCD-48°11820、ケープ写真掃天星表での番号はCPD-48°9294、ヘンリー・ドレイパーカタログの番号はHD 158890。